# Interlochen (Míchigan)
Interlochen es un lugar designado por el censo ubicado en el condado de Grand Traverse en el estado estadounidense de Míchigan. En el Censo de 2010 tenía una población de 583 habitantes y una densidad poblacional de 176,82 personas por km².

## Geografía
Interlochen se encuentra ubicado en las coordenadas 44°39′0″N 85°46′3″O / 44.65000, -85.76750. Según la Oficina del Censo de los Estados Unidos, Interlochen tiene una superficie total de 3.3 km², de la cual 3.21 km² corresponden a tierra firme y (2.51%) 0.08 km² es agua.

## Demografía
Según el censo de 2010, había 583 personas residiendo en Interlochen. La densidad de población era de 176,82 hab./km². De los 583 habitantes, Interlochen estaba compuesto por el 95.2% blancos, el 0.51% eran afroamericanos, el 2.23% eran amerindios, el 0% eran asiáticos, el 0.17% eran isleños del Pacífico, el 0.17% eran de otras razas y el 1.72% pertenecían a dos o más razas. Del total de la población el 1.89% eran hispanos o latinos de cualquier raza.